# La Douce
Pour les articles homonymes, voir La Douce (homonymie).
La Douce (en russe : Кроткая) est une nouvelle de l'écrivain russe Fiodor Dostoïevski, publiée en novembre 1876 dans son Journal d'un écrivain. Elle a été précédée de l'essai Deux suicides paru dans le même Journal d'un écrivain la même année 1876.

## Analyse
La Douce porte le sous-titre Récit fantastique. Mais dans sa préface l'auteur explique que c'est la forme qui est fantastique dans ce récit, le fond est par contre réel au plus haut point.
Le récit est le monologue du mari quelques heures après le suicide de sa femme. Le corps de celle-ci est couché sur la table et tout en marchant dans la pièce il monologue avec lui-même. Il veut comprendre ce qui est arrivé. L'auteur joue le rôle d'un sténographe et note le discours du malheureux mari. Cette forme narrative vient à Dostoïevski du chef-d'œuvre de Victor Hugo,
Le dernier jour d'un condamné, le journal d'un homme qui n'a plus que quelques heures à vivre. Ce genre de procédé littéraire de la narration est nouveau en littérature: la notation exacte d'un monologue intérieur. De nombreuses années avant Marcel Proust, avant les symbolistes, Dostoïevski détruit la convention du langage littéraire logique pour reproduire le torrent  des idées.
Le récit de La Douce est ordonné rétrospectivement: le drame a déjà eu lieu, le suicide de l'épouse. Peu à peu vont être recherchées les causes de la mort. La Douce est morte parce que le mari a tué son amour : elle était trop chaste, trop pure pour jouer l'épouse aimante. Quant à lui il a la psychologie d'une souris traquée  et la haine accumulée contre la société a transformé son amour en tyrannie tortionnaire .

## Éditions françaises
- Une femme douce, traduit par Boris de Schloezer et Jacques Schiffrin, Toulouse, Éd. Ombres, Collection « Petite Bibliothèque Ombres », 1987.  (ISBN 2 905 964 73 1)
- La Douce, traduit par André Markowicz, Arles, Éd. Actes Sud, « Babel », 1992  (ISBN 2 86869 930 8)
- Une femme douce, traduit par Boris de Schloezer et Jacques Schiffrin, Éditions de La République des Lettres, Paris, 2013,  (ISBN 978-2-8249-0126-8)

## Adaptations

### Au cinéma
- La Douce (film, 1960) (ru) d'Alexandre Borissov
- Une femme douce de Robert Bresson (1969).
- Gentle Spirit (łagodna) de Poitr Dumala - court métrage d'animation (1985).
- Nazar de Mani Kaul (1989)
- The Shade de Raphaël Nadjari (1999)
- Une femme douce de Sergei Loznitsa  (2017)

## À la télévision
- Een zachtmoedige vrouw de Roland Verhavert (1971), pour la BRT.